# Williams FJ44
Williams FJ44 é uma família de motores pequenos turbofan produzidos pela Williams International/Rolls-Royce para o mercado de jatos executivos leves. Até o recente estouro do mercado de very light jet, o FJ44 era um dos menores turbofan disponíveis para aplicações civis. Apesar de ser um projeto da Williams, a Rolls-Royce participou do projeto logo no início, para projetar, desenvolver e fabricar uma turbina de alta pressão para o motor. O FJ44 voou pela primeira vez em 12 de Julho de 1988 em um Beechcraft Triumph.
O Williams FJ33 é um motor menor baseado no FJ44.

## Projeto e desenvolvimento
A produção foi iniciada em 1992 com a versão de 1900 lbf (8.45 kN) de empuxo, FJ44-1A, com um blisk de estágio único com diâmetro de 20.9 in (531 mm) além de um único estágio de pressão intermediária, girada por uma turbina de baixa pressão de dois estágios, superalimentando um único compressor centrífugo de alta pressão, girado por uma turbina de alta pressão. O combustor é de desenho angular refrigerado. O combustível é levado ao combustor através de um sistema rotativo de linhas de combustível não usual, ao invés de vaporizadores ou misturadores ar-combustível mais comuns. O duto de bypass se estende por todo o comprimento do motor. O consumo específico de combustível a 1900 lbf (8.45 kN) de empuxo a nível do mar e condições ISA é de 0.456 lb/(hr lbf). Uma versão mais fraca, com 1500 lbf (6.67 kN) de empuxo, FJ44-1C, tem um consumo específico de 0.460 lb/(hr lbf).
Uma versão mais forte, com 2300 lbf (10.23 kN) de empuxo FJ44-2A, foi introduzido em 1997. Possui um fan maior, com 21.7 in (551 mm) de diâmetro, com dois estágios adicionais para aumentar o fluxo no núcleo. Outras características incluem um misturador na exaustão e uma unidade de controle de combustível eletrônica. A versão com 2400 lbf (10.68 kN) de empuxo, FJ44-2C, é similar ao -2A, mas com uma unidade de controle de combustível hidromecânica.
Outras atualizações incluem a versão de 2004 do motor com 2820 lbf (12.54 kN) de empuxo, FJ44-3A, que é similar ao -2A, mas com um diâmetro maior e uma unidade de dois canais de Controle de Motor Digital com Autoridade Total (FADEC). A versão com 2490 lbf (11.08 kN), FJ44-3A-24, é uma versão menor do -3A.
Em 2005, uma nova versão menor foi introduzida, o FJ44-1AP, como um empuxo na decolagem de 1965 lbf (8.74 kN), consumo de combustível 5% menor, e temperaturas internas menores. o -1AP é similar ao -1A, exceto pelo fan para uma maior razão de pressão, um novo combustor, turbina de baixa pressão, misturador de exaustão e FADEC de dois canais.
Lançado em 2007 foi o motor com 3600 lbf (16.01 kN) de empuxo, o FJ44-4,que tem um fan de alta tecnologia e de diâmetro maior que a versão -3.

## Variantes
FJ44-1A
FJ44-1AP
FJ44-1C
FJ44-2A
FJ44-2C
FJ44-3A
FJ44-3AP
FJ44-4A
F129
Designação militar para um FJ44 com 1.500lbf (6,672kN) de empuxo.

## Aplicações

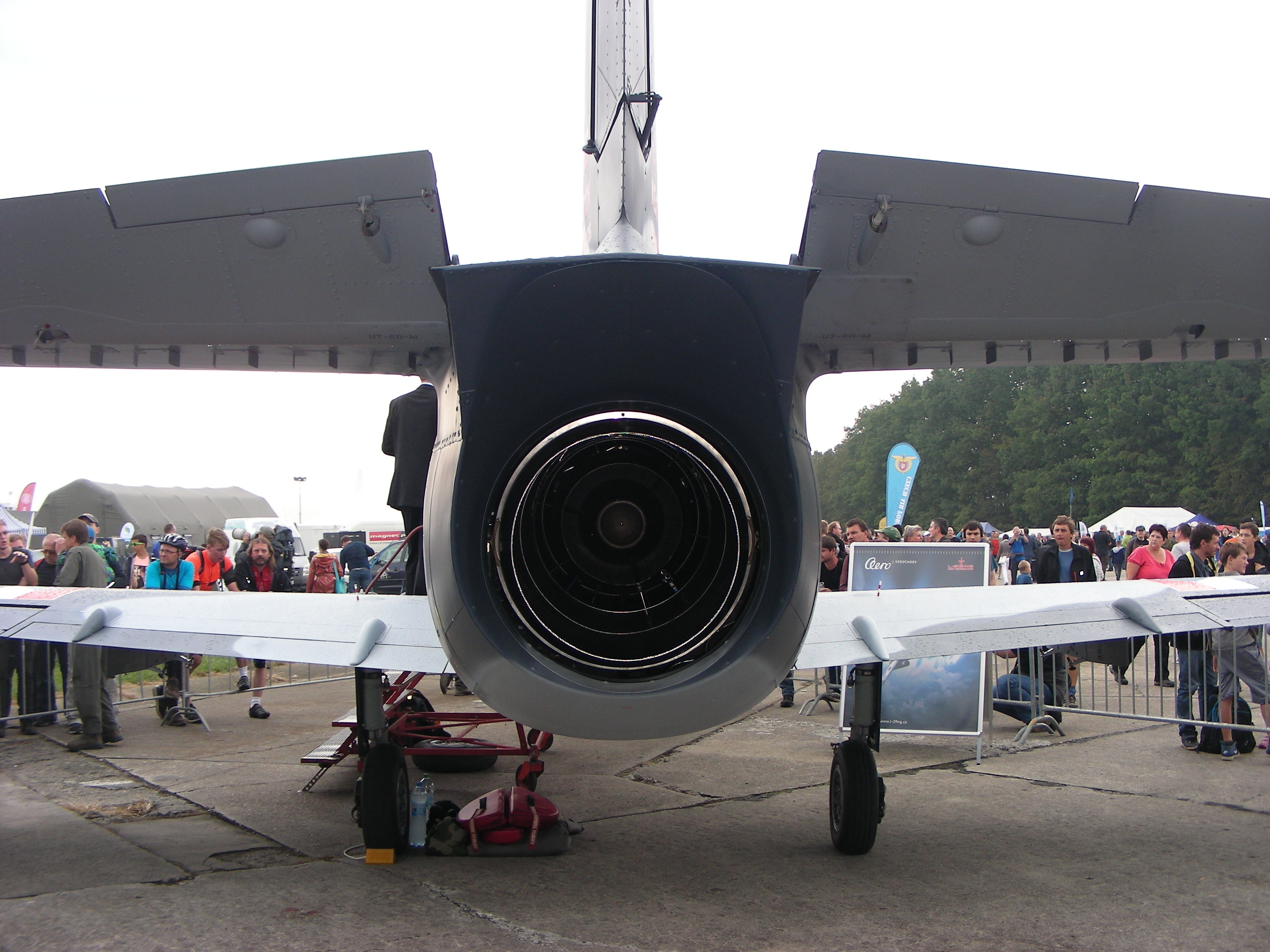
L-39 com o motor FJ44-4M

### FJ44

#### Treinador
- Aero L-39NG
- Alenia Aermacchi M-345
- Saab 105

#### Jato executivo
- Beechcraft Premier I
- Eviation Jets EV-20 Vantage Jet
- Cessna CitationJet
- Grob G180 SPn
- Hawker 200
- Pilatus PC-24
- Piper PA-47 PiperJet/Altaire
- Scaled Composites Triumph
- SyberJet SJ30

#### Drone
- Lockheed Martin RQ-3 DarkStar
- Lockheed Martin Polecat

#### Experimental
- Scaled Composites Proteus
- Virgin Atlantic GlobalFlyer

F129
- Cessna 526 CitationJet

Fonte

## Especificações
| Especificações do FJ44                          | Especificações do FJ44 | Especificações do FJ44 | Especificações do FJ44 | Especificações do FJ44 | Especificações do FJ44 | Especificações do FJ44 | Especificações do FJ44 | Especificações do FJ44 |
| ----------------------------------------------- | ---------------------- | ---------------------- | ---------------------- | ---------------------- | ---------------------- | ---------------------- | ---------------------- | ---------------------- |
|                                                 | FJ44-1A                | FJ44-1C                | FJ44-1AP               | FJ44-2A                | FJ44-2C                | FJ44-3A                | FJ44-3A-24             | FJ44-4                 |
| Empuxo (lbf)                                    | 1.900                  | 1.500                  | 1.965                  | 2.300                  | 2.400                  | 2.820                  | 2.490                  | 3.600                  |
| Empuxo (N)                                      | 8.452                  | 6.672                  | 8.741                  | 10.231                 | 10.676                 | 12.544                 | 11.076                 | 16.014                 |
| Consumo específico de combustível (lb/(hr lbf)) | 0,456                  | 0,460                  | -                      | -                      | -                      | -                      | -                      | -                      |
| Peso básico (kg)                                | 209                    | 209                    | 212                    | 240                    | 236                    | 243                    | 243                    | 295                    |
| Comprimento total (mm)                          | 1.354                  | 1.354                  | 1.471                  | 1.519                  | 1.519                  | 1.585                  | 1.585                  | 1.742                  |
| Diâmetro aproximado do fan (mm)                 | 531                    | 531                    | 526                    | 551                    | 551                    | 582                    | 582                    | 640                    |
| Bypass Ratio                                    | 3,28                   | 3,28                   | -                      | 4,1                    | -                      | -                      | -                      | -                      |